# Reprezentacja Czech na Mistrzostwach Świata w Narciarstwie Klasycznym 2005
Reprezentacja Czech na Mistrzostwach Świata w Narciarstwie Klasycznym 2005 w Oberstdorfie liczyła 20 sportowców - 11 biegaczy narciarskich, 4 kombinatorów norweskich i 5 skoczków narciarskich. Czescy zawodnicy wystartowali we wszystkich 17 konkurencjach mistrzostw świata w narciarstwie klasycznym. Reprezentacja zdobyła trzy medale, po jednym z każdego koloru.

## Medale

### Złote medale
- Biegi narciarskie - bieg kobiet na 10 km stylem dowolnym: Kateřina Neumannová

### Srebrne medale
- Skoki narciarskie - konkurs indywidualny na skoczni HS 100: Jakub Janda

### Brązowe medale
- Skoki narciarskie - konkurs indywidualny na skoczni HS 137: Jakub Janda

## Wyniki

### Biegi narciarskie

#### Mężczyźni
Sprint
- Dušan Kožíšek - 38. miejsce

15 km stylem dowolnym
- Lukáš Bauer - 5. miejsce
- Jiří Magál - 18. miejsce
- Petr Michl - 41. miejsce
- Martin Koukal - 52. miejsce

Bieg pościgowy 2x15 km
- Jiří Magál - 18. miejsce
- Martin Koukal - 27. miejsce
- Lukáš Bauer - 34. miejsce
- Milan Šperl - 59. miejsce

Sztafeta 4x10 km
- Jiří Magál, Lukáš Bauer, Martin Koukal, Petr Michl - 8. miejsce

50 km stylem klasycznym
- Milan Šperl - 6. miejsce
- Lukáš Bauer - 11. miejsce
- Jiří Magál - 27. miejsce
- Petr Michl - nie ukończył

#### Kobiety
Sprint
- Helena Balatková-Erbenová - 40. miejsce

10 km stylem dowolnym
- Kateřina Neumannová - 1. miejsce
- Ivana Janečková - 33. miejsce
- Helena Balatková-Erbenová - 54. miejsce
- Eva Nývltová - 56. miejsce

Bieg pościgowy 2x7,5 km
- Kateřina Neumannová - 7. miejsce
- Kamila Rajdlová - 40. miejsce
- Eva Nývltová - 51. miejsce
- Ivana Janečková - nie wystartowała

Sztafeta 4x5 km
- Helena Balatková-Erbenová, Kamila Rajdlová, Kateřina Neumannová, Ivana Janečková - 6. miejsce

30 km stylem klasycznym
- Kateřina Neumannová - 7. miejsce
- Kamila Rajdlová - 24. miejsce
- Helena Balatková-Erbenová - 31. miejsce

### Kombinacja norweska
Gundersen HS 100 / 15 km
- Ladislav Rygl - 10. miejsce
- Pavel Churavý - 16. miejsce
- Tomáš Slavík - 27. miejsce
- Aleš Vodseďálek - 34. miejsce

Konkurs drużynowy (HS 137 + 4 x 5 km)
- Pavel Churavý, Tomáš Slavík, Aleš Vodseďálek, Ladislav Rygl - 8. miejsce

Sprint (7,5 km + HS 137)
- Ladislav Rygl - 16. miejsce
- Tomáš Slavík - 29. miejsce
- Pavel Churavý - 35. miejsce
- Aleš Vodseďálek - 37. miejsce

### Skoki narciarskie
Konkurs indywidualny na skoczni HS 100
- Jakub Janda - 2. miejsce
- Jan Matura - 23. miejsce
- Jan Mazoch - 28. miejsce
- Lukáš Hlava - odpadł w kwalifikacjach (38. miejsce[15])

Konkurs indywidualny na skoczni HS 137
- Jakub Janda - 3. miejsce
- Jan Matura - 23. miejsce
- Antonín Hájek - 30. miejsce
- Jan Mazoch - odpadł w kwalifikacjach (43. miejsce[17])

Konkurs drużynowy na skoczni HS 100
- Jan Mazoch, Lukáš Hlava, Jan Matura, Jakub Janda - 7. miejsce

Konkurs drużynowy na skoczni HS 137
- Lukáš Hlava, Jan Mazoch, Jan Matura, Jakub Janda - 8. miejsce